# Welland (rzeka w Kanadzie)
Welland – rzeka w Ontario, w Kanadzie, lewy dopływ Niagary. Dorzecze obejmuje 880 km².
Źródła rzeki znajdują się na południe od Hamiltonu. Potem płynie ona na wschód przez półwysep Niagara powyżej skarpy Niagary. Uchodzi do Niagary w Chippawie, kilka kilometrów powyżej wodospadu.
Pierwotnie nazywana potokiem Chippawa (ang. Chippawa Creek) od miejsca swego ujścia. W 1792 roku, nazwa została zmieniona na obecną przez gubernatora porucznika Górnej Kanady Johna Simcoe. Nazwa pochodzi od rzeki Welland we wschodniej Anglii.
Kanał Wellandzki otrzymał swoją nazwę, ponieważ w pierwotnym założeniu miał połączyć rzekę bezpośrednio z jeziorem Ontario. Gdy okazało się to niemożliwe, jednym z większych wyzwań inżynierskich podczas budowy kolejnych wersji kanału było zbudowanie akweduktu nad rzeką. W miejscu, gdzie akwedukty były budowane, wyrosło miasto które później nazwano Welland. Wskutek wymaganej głębokości koryta kanału, obydwa obecne akwedukty (zbudowane odpowiednio w 1930 i 1970 r.) to odwrócone syfony.